# Ленинодар
Ленинодар — хутор в Павловском районе Краснодарского края.
Входит в состав Среднечелбасского сельского поселения.

## География

### Улицы
- ул. Ленина,
- ул. Мира.

## Население
| 2002 | 2010 |
| ---- | ---- |
| 654  | ↘619 |